# Vendat
Vendat est une commune française située dans le département de l'Allier, en région Auvergne-Rhône-Alpes.
Incluse dans l'aire d'attraction de Vichy, la commune est peuplée de 2 269 habitants en 2022, appelés les Vendatois et les Vendatoises.

## Géographie

### Localisation
Vendat est une commune de la Limagne bourbonnaise, située à 4 km à l'ouest de Charmeil et à 10 km de Vichy. Elle était membre de la communauté d'agglomération de Vichy Val d'Allier de 2001 à 2016, puis de Vichy Communauté depuis le 1er janvier 2017, et depuis le redécoupage des cantons du département appliqué à la suite des élections départementales de 2015, du canton de Bellerive-sur-Allier. Elle dépendait jusqu'alors du canton d'Escurolles.
La ville est départagée en deux parties : Vendat le Vieux (ancienne ville) et Vendat le Jeune.
Cinq communes sont limitrophes :
| Broût-Vernet      |        | Saint-Rémy-en-Rollat |
| Saint-Pont        | Vendat | Charmeil             |
| Espinasse-Vozelle |        |                      |

### Géologie et relief
La superficie de la commune est de 1 676 hectares ; son altitude varie entre 285 et 345 mètres.

### Hydrographie
La commune est traversée par la Guêle et le Béron.
Le Béron, long de 16,4 km, prend sa source entre Biozat et Brugheas près de la route départementale 984, et se jette dans la rivière Allier, au sud des pistes de l'aéroport. Elle comprend un affluent, la Guêle, long de 3,9 km, prenant sa source près du hameau du Cognet, à Saint-Pont.

### Climat
Pour des articles plus généraux, voir Climat d'Auvergne-Rhône-Alpes et Climat de l'Allier.
En 2010, le climat de la commune est de type climat océanique dégradé des plaines du Centre et du Nord, selon une étude du CNRS s'appuyant sur une série de données couvrant la période 1971-2000. En 2020, Météo-France publie une typologie des climats de la France métropolitaine dans laquelle la commune est exposée à un climat de montagne ou de marges de montagne et est dans une zone de transition entre les régions climatiques « Centre et contreforts nord du Massif Central » et « Nord-est du Massif Central ».
Pour la période 1971-2000, la température annuelle moyenne est de 11 °C, avec une amplitude thermique annuelle de 16,2 °C. Le cumul annuel moyen de précipitations est de 755 mm, avec 9,9 jours de précipitations en janvier et 7,7 jours en juillet. Pour la période 1991-2020, la température moyenne annuelle observée sur la station météorologique de Météo-France la plus proche, « Vichy-Charmeil », sur la commune de Charmeil à 3 km à vol d'oiseau, est de 11,7 °C et le cumul annuel moyen de précipitations est de 769,1 mm,. Pour l'avenir, les paramètres climatiques de la commune estimés pour 2050 selon différents scénarios d'émission de gaz à effet de serre sont consultables sur un site dédié publié par Météo-France en novembre 2022.
| Mois                                  | jan.             | fév.            | mars           | avril           | mai             | juin            | jui.            | août           | sep.            | oct.          | nov.             | déc.             | année      |
| ------------------------------------- | ---------------- | --------------- | -------------- | --------------- | --------------- | --------------- | --------------- | -------------- | --------------- | ------------- | ---------------- | ---------------- | ---------- |
| Température minimale moyenne (°C)     | 0,1              | −0,1            | 2              | 4,2             | 8,2             | 11,8            | 13,6            | 13,4           | 9,8             | 7,4           | 3,2              | 0,8              | 6,2        |
| Température moyenne (°C)              | 4                | 4,6             | 7,8            | 10,5            | 14,4            | 18,1            | 20,2            | 20,1           | 16,2            | 12,6          | 7,5              | 4,6              | 11,7       |
| Température maximale moyenne (°C)     | 7,9              | 9,3             | 13,6           | 16,7            | 20,6            | 24,5            | 26,8            | 26,9           | 22,5            | 17,8          | 11,9             | 8,3              | 17,2       |
| Record de froid (°C) date du record   | −26,9 05.01.1971 | −24 05.02.1963  | −13,3 01.03.05 | −7,3 08.04.03   | −4,2 01.05.1976 | −0,2 04.06.1962 | 3,7 04.07.1979  | 1,7 26.08.1966 | −2 27.09.1972   | −9 30.10.1997 | −11,3 23.11.1998 | −18,5 28.12.1962 | −26,9 1971 |
| Record de chaleur (°C) date du record | 19,2 16.01.1947  | 25,7 28.02.1960 | 27 31.03.21    | 30,8 16.04.1949 | 33,5 28.05.17   | 39,7 27.06.19   | 41,2 31.07.1983 | 40,6 12.08.03  | 36,4 17.09.1987 | 31,1 09.10.23 | 26,2 08.11.15    | 21,7 16.12.1989  | 41,2 1983  |
| Ensoleillement (h)                    | 715              | 966             | 1 561          | 1 808           | 2 044           | 2 245           | 2 542           | 2 448          | 1 899           | 1 275         | 802              | 612              | 18 916     |
| Précipitations (mm)                   | 48,1             | 37,5            | 43,5           | 68,5            | 88,4            | 72,7            | 75,7            | 76,1           | 68,3            | 70,2          | 70,1             | 50               | 769,1      |

### Voies de communication et transports
La commune est traversée par la route départementale 27 reliant Cusset à Saulzet.
Quatre autres routes départementales desservent également Vendat : la RD 220, en direction de Saint-Rémy-en-Rollat au nord-est ; la RD 278, vers Broût-Vernet au nord-ouest par le lieu-dit Lourdy ; la RD 279 vers Espinasse-Vozelle au sud ; ainsi que la RD 520, reliant Lourdy à Saint-Rémy-en-Rollat.
L'autoroute A719 traverse l'extrémité sud de la commune. Les accès les plus proches sont l'entrée de l'autoroute à Espinasse-Vozelle ou l'accès de Gannat Est.
La ligne de Saint-Germain-des-Fossés à Nîmes-Courbessac traverse le sud de la commune, dans la vallée du Béron. Une halte ferroviaire a existé à Vendat, entre 1906 et le début des années 1970 (au km 364,1 de la ligne). La section entre Saint-Germain et Gannat n'est actuellement plus empruntée que par du trafic de fret. Elle devrait de nouveau accueillir du trafic voyageurs avec l'ouverture en 2022 d'une ligne opérée par Railcoop entre Lyon et Bordeaux.

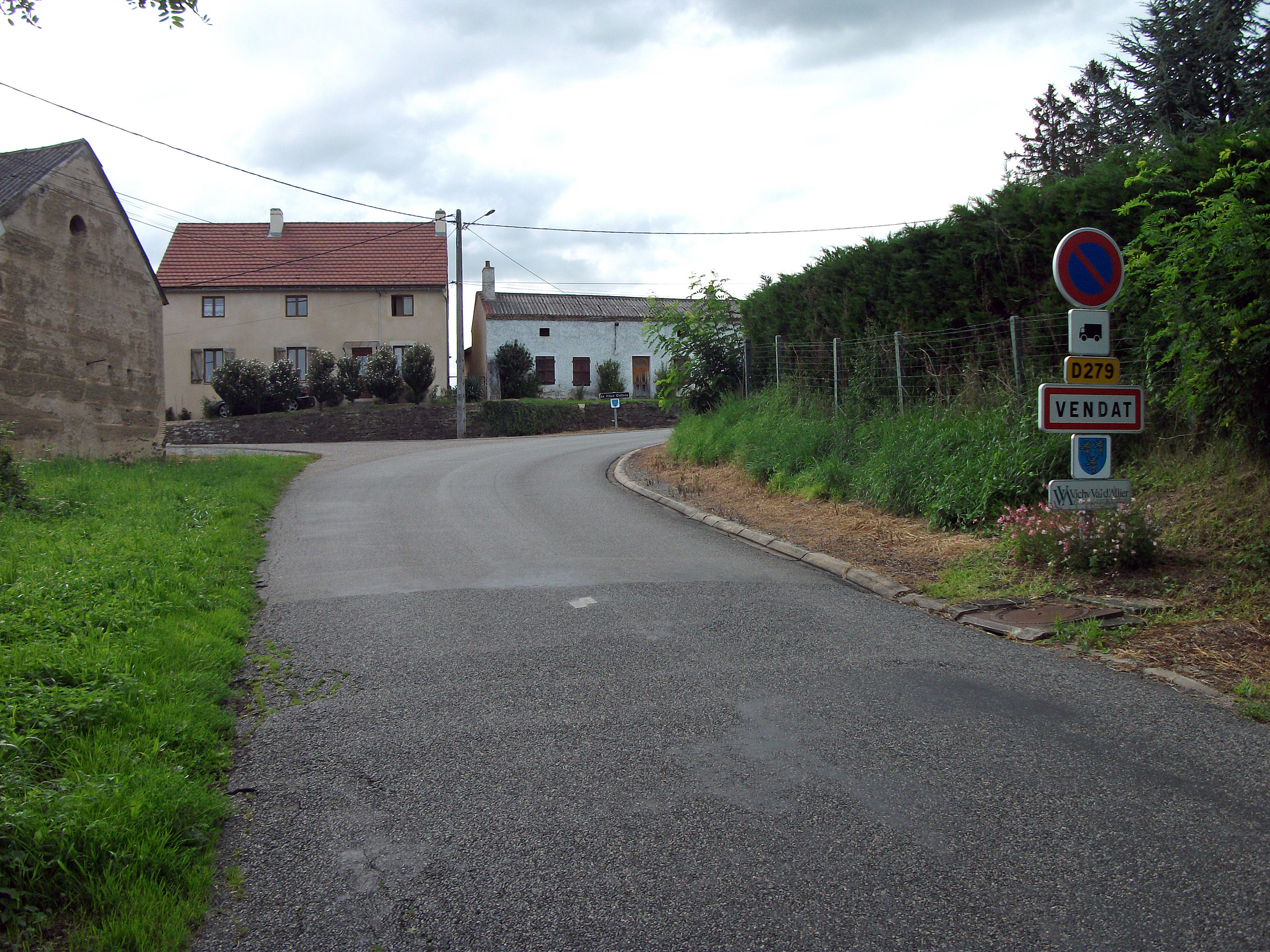
Entrée de Vendat par la D 279 en provenance d'Espinasse-Vozelle.
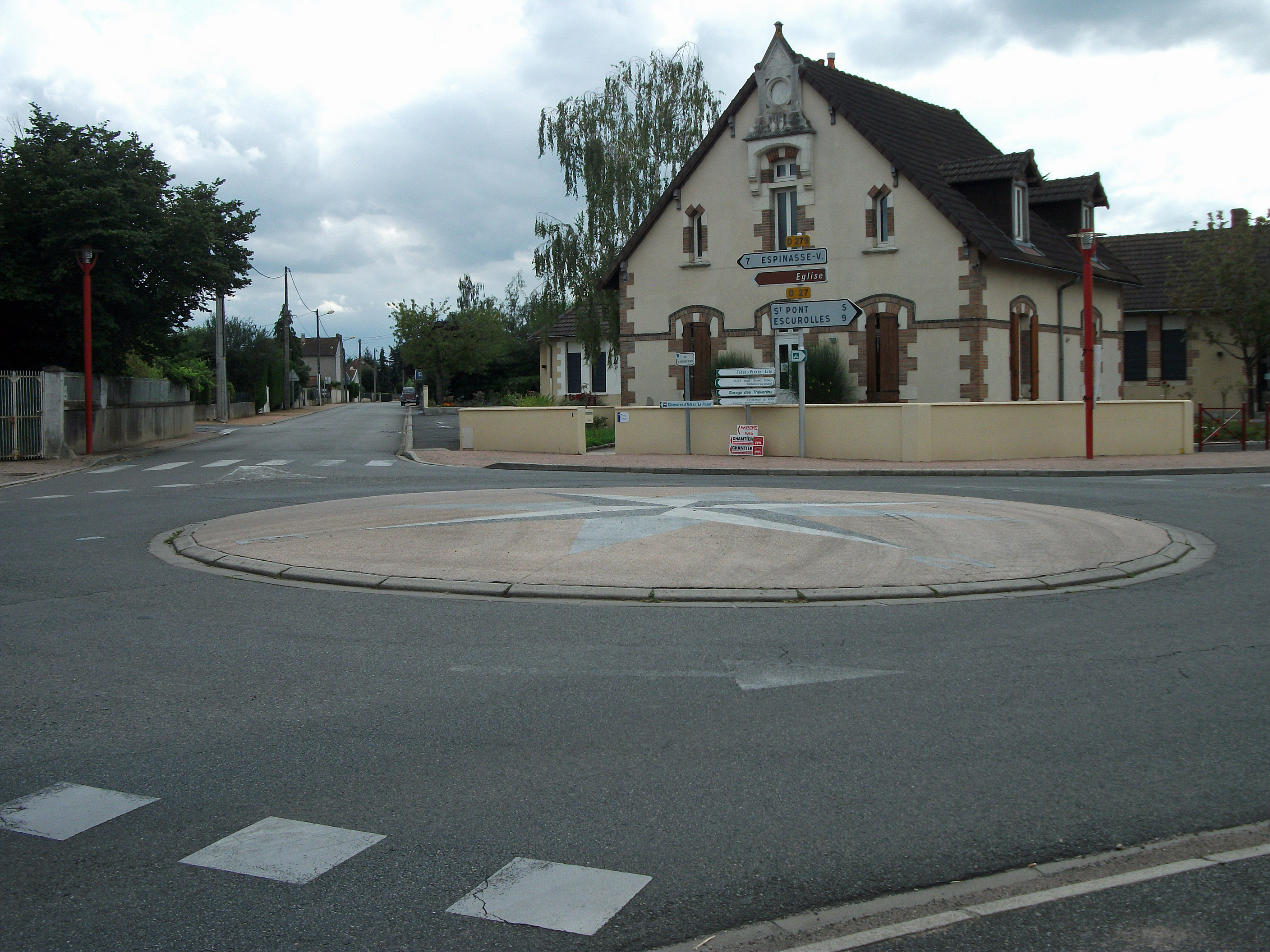
RD 279 depuis la RD 27.
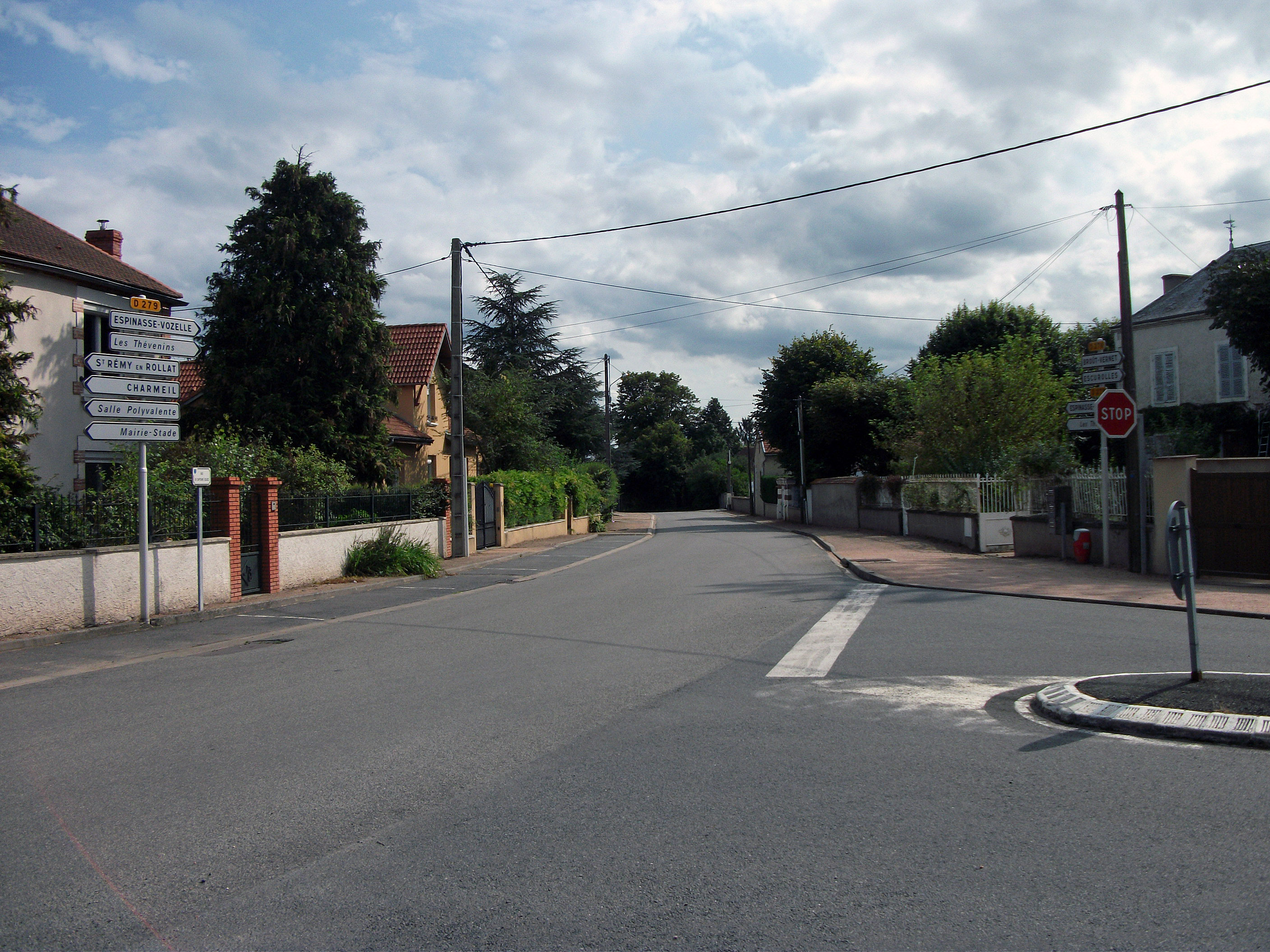
D 279 en direction d'Espinasse-Vozelle.
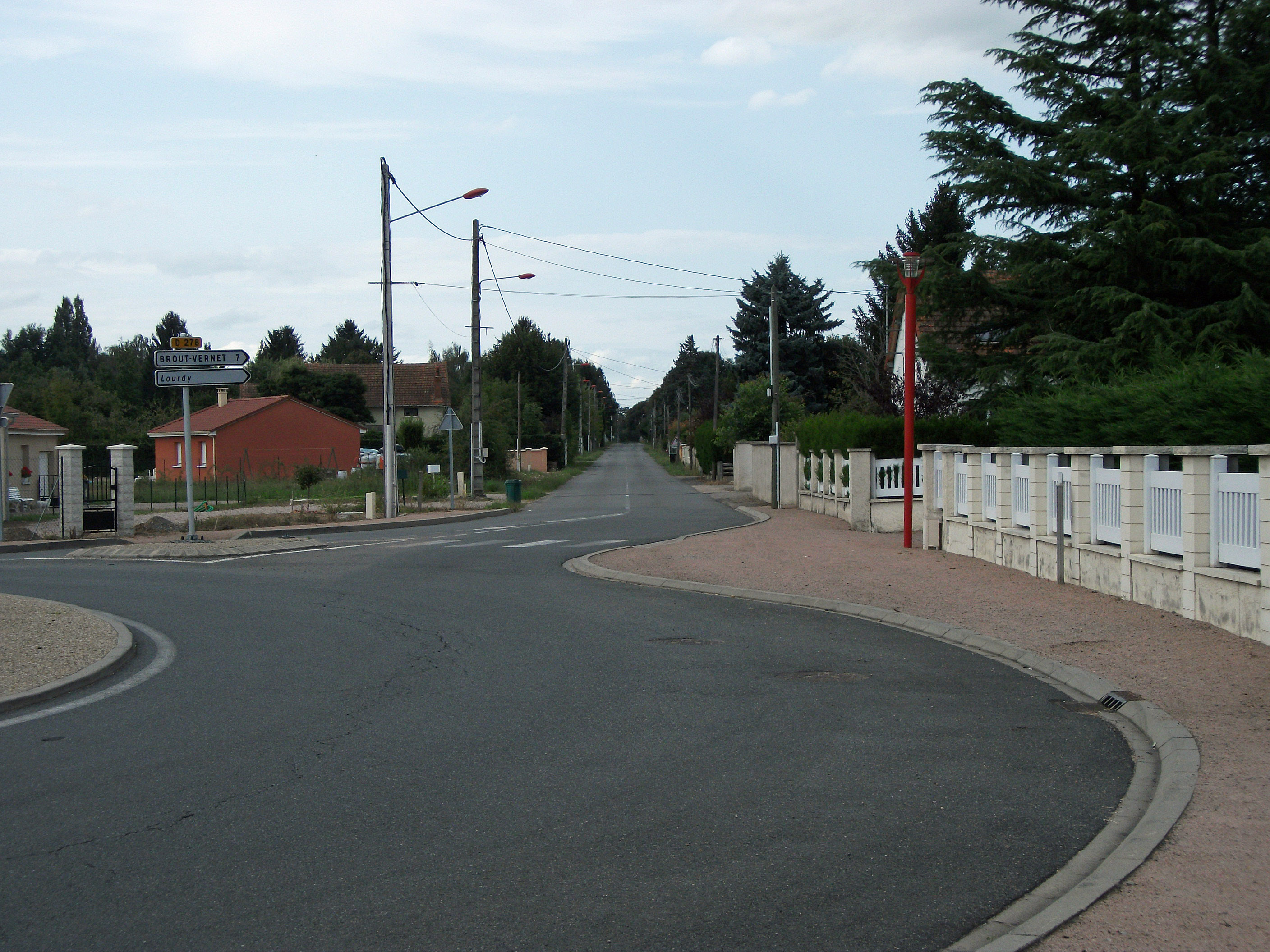
D 278 en direction de Lourdy et Broût-Vernet.
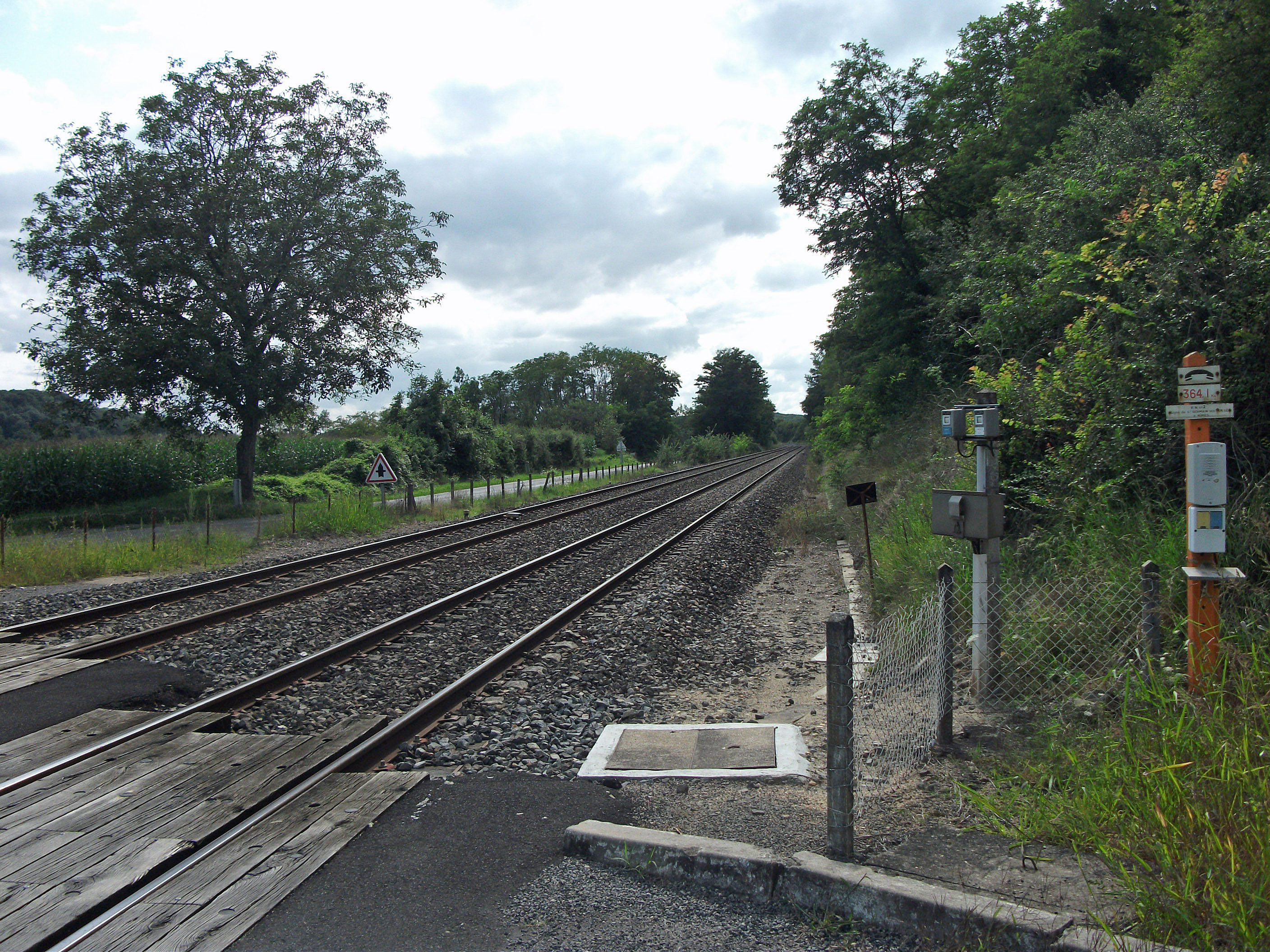
PN no 2 coupant la D 279 ; la ligne est vue en direction de Gannat.

Les transports urbains ne desservent pas la commune de Vendat. Néanmoins, il existe deux services de transport à la demande gérés par la communauté d'agglomération Vichy Communauté : Mobival et Mobil'hand. Le service Mobival est accessible sous condition d'adhésion et de réservation et permet de rejoindre Vichy depuis le centre-bourg ou le hameau de Lourdy.

## Urbanisme

### Typologie
Au 1er janvier 2024, Vendat est catégorisée bourg rural, selon la nouvelle grille communale de densité à 7 niveaux définie par l'Insee en 2022.
Elle appartient à l'unité urbaine de Vichy, une agglomération intra-départementale dont elle est une commune de la banlieue,. Par ailleurs la commune fait partie de l'aire d'attraction de Vichy, dont elle est une commune de la couronne,. Cette aire, qui regroupe 50 communes, est catégorisée dans les aires de 50 000 à moins de 200 000 habitants,.

### Occupation des sols

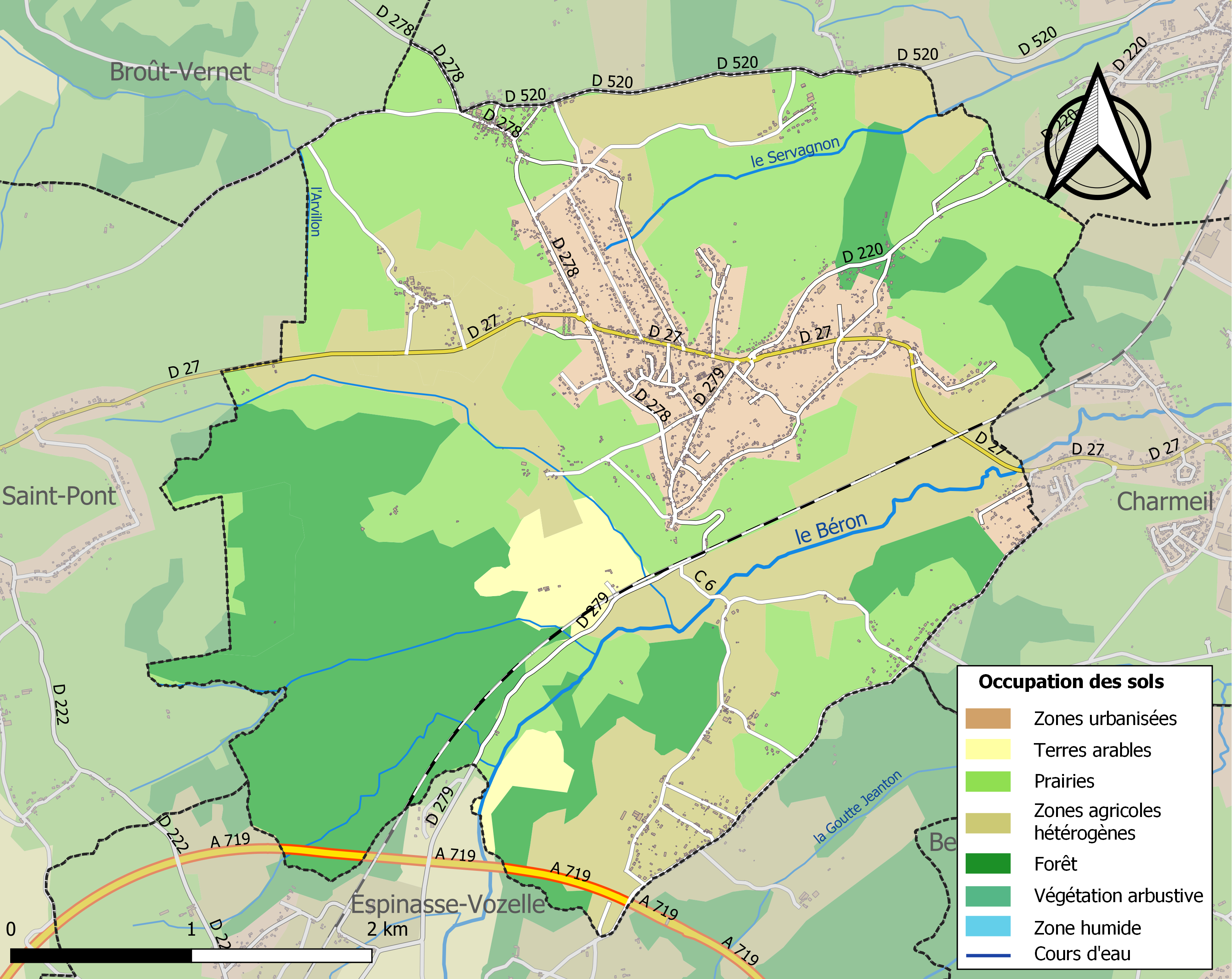
Carte des infrastructures et de l'occupation des sols de la commune en 2018 (CLC).

L'occupation des sols de la commune, telle qu'elle ressort de la base de données européenne d’occupation biophysique des sols Corine Land Cover (CLC), est marquée par l'importance des territoires agricoles (61,3 % en 2018), en diminution par rapport à 1990 (63,6 %). La répartition détaillée en 2018 est la suivante : prairies (33,5 %), forêts (26,6 %), zones agricoles hétérogènes (24,5 %), zones urbanisées (12,1 %), terres arables (3,3 %).
L'IGN met par ailleurs à disposition un outil en ligne permettant de comparer l’évolution dans le temps de l’occupation des sols de la commune (ou de territoires à des échelles différentes). Plusieurs époques sont accessibles sous forme de cartes ou photos aériennes : la carte de Cassini (XVIIIe siècle), la carte d'état-major (1820-1866) et la période actuelle (1950 à aujourd'hui).

## Politique et administration

### Tendances politiques et résultats
Aux élections municipales, le maire sortant ne s'est pas représenté. La liste DVD de Jean-Marc Germanangue obtient 54,17 % des voix, 15 sièges au conseil municipal dont 2 au conseil communautaire. La liste DVG de Patrick Letocart est battue avec 47,82 % des voix. La participation à cette élection est de 69,29 %.
Les élections européennes ont été organisées le 25 mai 2014 en France : à Vendat, c'est la liste FN qui détient le meilleur score avec 27,37 % des voix, suivie par la liste UMP avec 26,07 % des voix. La participation à cette élection est de 48,93 %.

### Administration municipale
En 2011, Vendat comptait 2 242 habitants. Ce chiffre étant compris entre 1 500 et 2 499, le nombre de membres au conseil municipal est de 19.
Le conseil municipal, élu à la suite des élections municipales de 2020, est composé de trois adjoints.

### Liste des maires
| Période                                  | Période                      | Identité                  | Étiquette | Qualité |
| ---------------------------------------- | ---------------------------- | ------------------------- | --------- | --- |
| Les données manquantes sont à compléter. |                              |                           |           | |
| 1893                                     | 1912                         | Jean Migeon               |           | |
| 1925                                     | 1927                         | Jean Migeon               |           | |
| 1971                                     | 1989                         | Claude Auroyer            |           | |
| 1989                                     | mars 2008                    | Daniel Goulefert          |           | |
| mars 2008                                | mars 2014                    | Encarnacion Douchet-Pardo |           | |
| mars 2014                                | En cours (au 8 juillet 2020) | Jean-Marc Germanangue     | DVD       | Artisan Vice-président de Vichy Val d'Allier (2014-2016), puis de Vichy Communauté (depuis 2017), Conseiller départemental du canton de Bellerive-sur-Allier depuis 2021 |

## Équipements et services publics

### Enseignement
Vendat dépend de l'académie de Clermont-Ferrand et gère deux écoles élémentaires publiques : l'école maternelle publique des Quatre Vents et l'école élémentaire publique Les Coursières.
Hors dérogations, les collégiens sont scolarisés au collège Jules-Ferry de Vichy et les lycéens des filières générales et technologiques au lycée Albert-Londres à Cusset.

### Justice
Vendat dépend de la cour administrative d'appel de Lyon, de la cour d'appel de Riom, du tribunal administratif de Clermont-Ferrand, du tribunal de proximité de Vichy et des tribunaux judiciaire et de commerce de Cusset.

## Population et société

### Démographie
Les habitants de la commune sont appelés les Vendatois et les Vendatoises.
L'évolution du nombre d'habitants est connue à travers les recensements de la population effectués dans la commune depuis 1793. Pour les communes de moins de 10 000 habitants, une enquête de recensement portant sur toute la population est réalisée tous les cinq ans, les populations de référence des années intermédiaires étant quant à elles estimées par interpolation ou extrapolation. Pour la commune, le premier recensement exhaustif entrant dans le cadre du nouveau dispositif a été réalisé en 2004.

En 2022, la commune comptait 2 269 habitants, en évolution de +3,18 % par rapport à 2016 (Allier : −1,38 %, France hors Mayotte : +2,11 %).
| 1793 | 1800 | 1806  | 1821  | 1831  | 1836  | 1841  | 1846  | 1851  |
| ---- | ---- | ----- | ----- | ----- | ----- | ----- | ----- | ----- |
| 763  | 763  | 1 047 | 1 119 | 1 122 | 1 204 | 1 168 | 1 213 | 1 258 |

| 1856  | 1861  | 1866  | 1872  | 1876  | 1881  | 1886  | 1891  | 1896  |
| ----- | ----- | ----- | ----- | ----- | ----- | ----- | ----- | ----- |
| 1 205 | 1 156 | 1 115 | 1 172 | 1 163 | 1 161 | 1 131 | 1 164 | 1 117 |

| 1901  | 1906  | 1911  | 1921 | 1926 | 1931 | 1936 | 1946 | 1954 |
| ----- | ----- | ----- | ---- | ---- | ---- | ---- | ---- | ---- |
| 1 096 | 1 053 | 1 030 | 882  | 810  | 814  | 801  | 666  | 718  |

| 1962 | 1968 | 1975  | 1982  | 1990  | 1999  | 2004  | 2006  | 2009  |
| ---- | ---- | ----- | ----- | ----- | ----- | ----- | ----- | ----- |
| 858  | 930  | 1 185 | 1 613 | 1 881 | 1 968 | 2 094 | 2 124 | 2 226 |

| 2014  | 2019  | 2022  | - | - | - | - | - | - |
| ----- | ----- | ----- | - | - | - | - | - | - |
| 2 218 | 2 249 | 2 269 | - | - | - | - | - | - |

### Sports

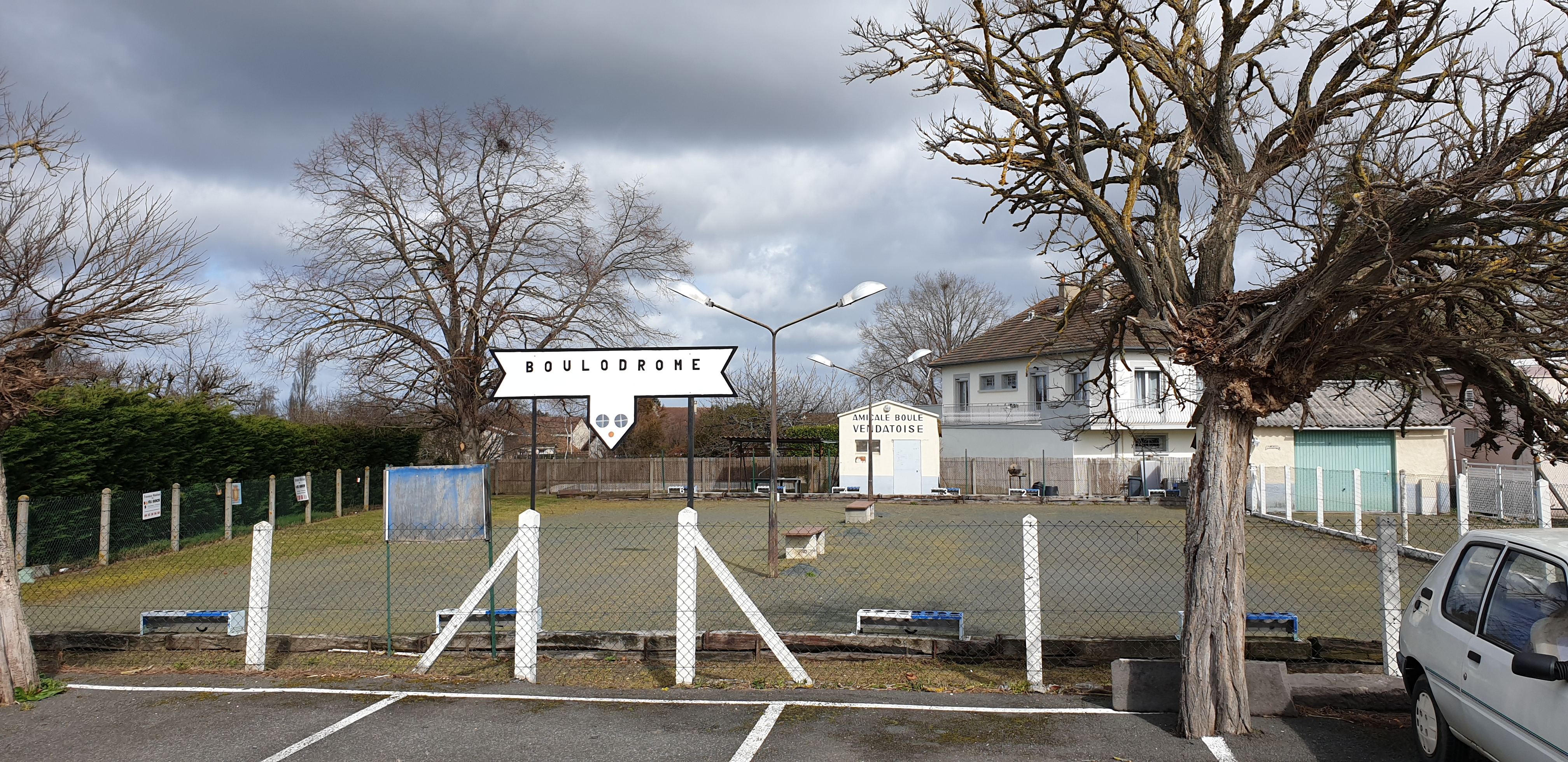
Boulodrome de l'amicale de la boule vendatoise

La commune compte deux boulodromes, deux courts de tennis, une aire de terrain de jeux extérieurs, deux terrains de grands jeux (trois terrains), une salle non spécialisée, une piste de roller-skate-vélo bicross ou freestyle. Elle dispose en outre de deux circuits de randonnée.

## Économie

### Revenus de la population et fiscalité
En 2011, le revenu fiscal médian par ménage s'élevait à 35 804 €, ce qui plaçait Vendat au 6 783e rang des communes de plus de 49 ménages en métropole.

### Commerce
La base permanente des équipements de 2014 recense une pizzeria, supérette, une boulangerie, une boucherie-charcuterie, une librairie/papeterie/journaux, ainsi qu'un magasin de meubles.

## Culture locale et patrimoine

### Lieux et monuments

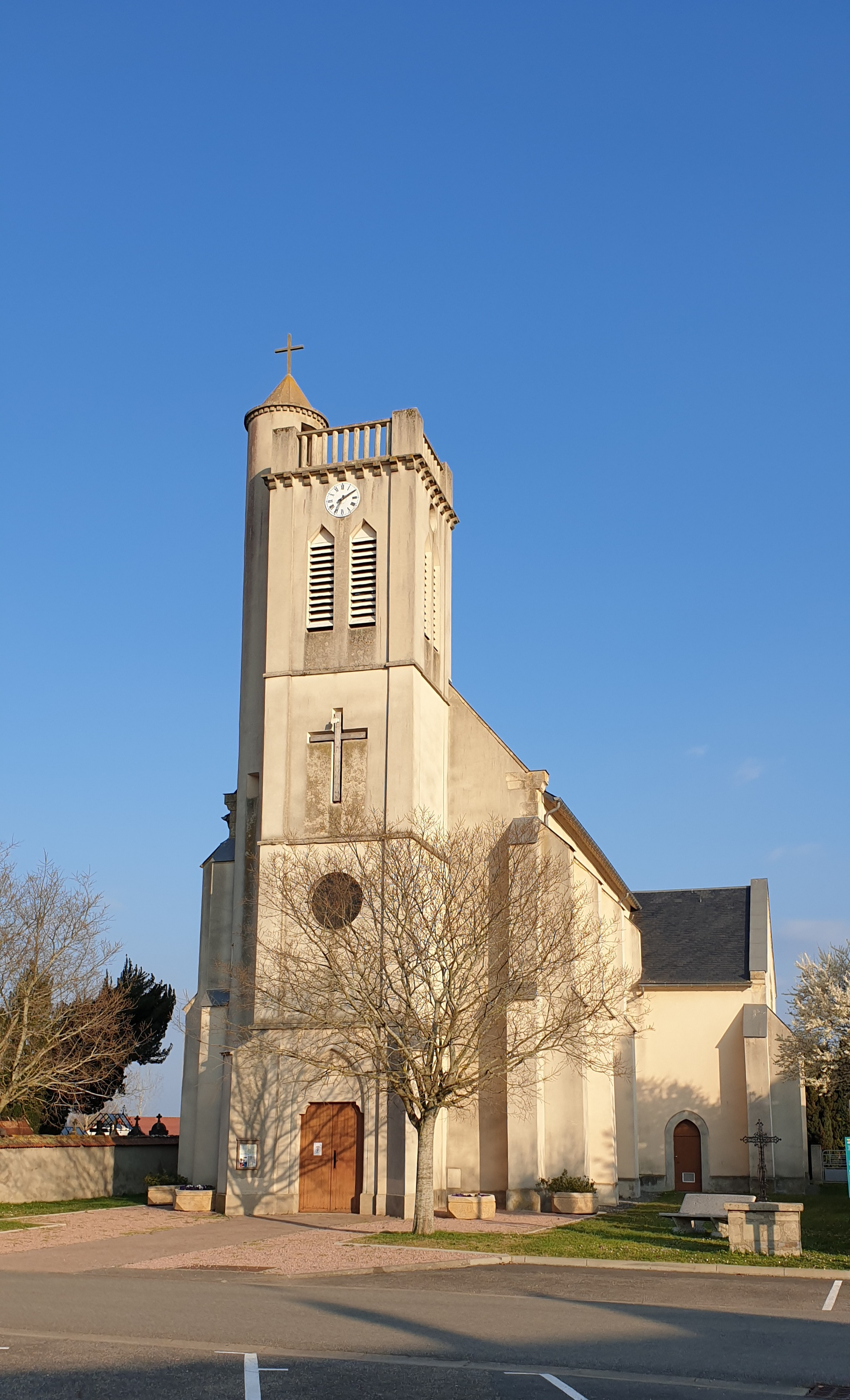
Église Saint-Léger Saint-Jean-Baptiste de Vendat

Vendat compte, hors présentation communale, 24 édifices répertoriés à l'inventaire général du patrimoine culturel, mais aucun monument historique.
- Maison de maître dite des Penéteaux, 2e moitié du XVIIIe siècle[40]
- Ferme des Penéteaux, 2e moitié du XVIIIe siècle et 1er quart du XIXe siècle[41]
- Monument aux morts, 1928[42]
- Croix monumentale, 1re moitié du XXe siècle[43]
- Château de Vendat[44], du haut Moyen Âge[45]
- Église paroissiale Saint-Léger, 1879[46] avec 32 objets (hors liste supplémentaire) référencés dans la base Palissy[47]

### Héraldique
|  | Les armes de la commune se blasonnent ainsi : D'azur à trois lionceaux d'argent. |